# أرض اليمبوس (رواية)
رواية ارض اليمبوس للكاتب الأردني إلياس فركوح الصادرة عام 2008 والتي رُشّحَت للقائمة القصيرة للجائزة العالمية للرواية العربية عام 2008 حيث استطاع الكاتب أن يوحّد فيها بنية السيرة الذاتية لإنسان محدّد الهوية والانتماء، وسيرة الإنسان المغتربة بشكل عام.

## الاصدارات
وقد صدرت الرواية في الوقت نفسه عن دار أزمنة للنشر وهي دار نشر للكاتب وعن المؤسسة العربية للدراسات والنشر في بيروت وعمان 

## اقتباسات
تزخر الرواية بالكثير من الكلمات الجميلة والعبارات الرائعة 
- لن تتخلص من كومة الأسئلة، مثلما لن أتخلّص منها بدوري، غير أن سؤالاً يبقى يلح علينا ولن نعثر على جواب له
- لن تكتمل الإجابة لأنه، وكما قال الأب ، لا شيء يكتمل
- سنبقى نقبض على شيء في يد، وعلى خواء في الثانية
- أما نحن ففي الوسط
- لسنا هنا ولسنا هناك
- لسنا في الجنة، ولسنا في الجحيم
- أفي الأرض الحرام نحن؟ أفي مطهر اليمبوس سنبقى نراوح حائرين؟ والحيرة متاهة! أنت تعرف أن الحيرة إحدى متاهات بورخيس الحاث والداعي لنا على التذكر
- علينا أن نتذكر كي لا نقضي تحت وطأة كلّ ما جرى
- لا! دعنا لا نذهب بعيداً في خداع أنفسنا
- فلنقلها : كي لا نقضي تحت وطأة كل ما لم يجر وتمنّينا أن يكون
- ربما إن جارينا بورخيس ، في تصوّره لجغرافية المطهر المسمّى يَمبوس ، نصل إلى أرضه
- أرض اليمبوس ، بحسب خريطة بورخيس ، مقابل جبل صهيون : جبل صهيون في القدس ، والقدس ليست بعيدة عنّا قاب قوسين أو أدنى
- مدينة الله أقرب إلينا من حبل وريدنا، وريدنا المحقون بالمخدّر الذاهب بنا إلى منامات قد تطول وقد لا تطول
- وحتّى لا نرهق الروح بمزيد من الأسئلة ، فلنحاول أن نعيد كلّ ما تذكّرناه إلى ما كان : قبل أن نحذف منه وأن نضيف إليه
- أعرف ، ولكن عليك أن تحاول سيكون الاكتشاف هناك

## وصلات خارجية
- عن الرواية بقلم عالية ممدوح جريدة الرياض